# Diario de Centro América
El Diario de Centro América es el periódico oficial de la República de Guatemala. Fue fundado en 1880. Su nombre está relacionado con la desaparecida República Federal de Centro América y es impreso en la Tipografía Nacional de Guatemala.

## Orígenes

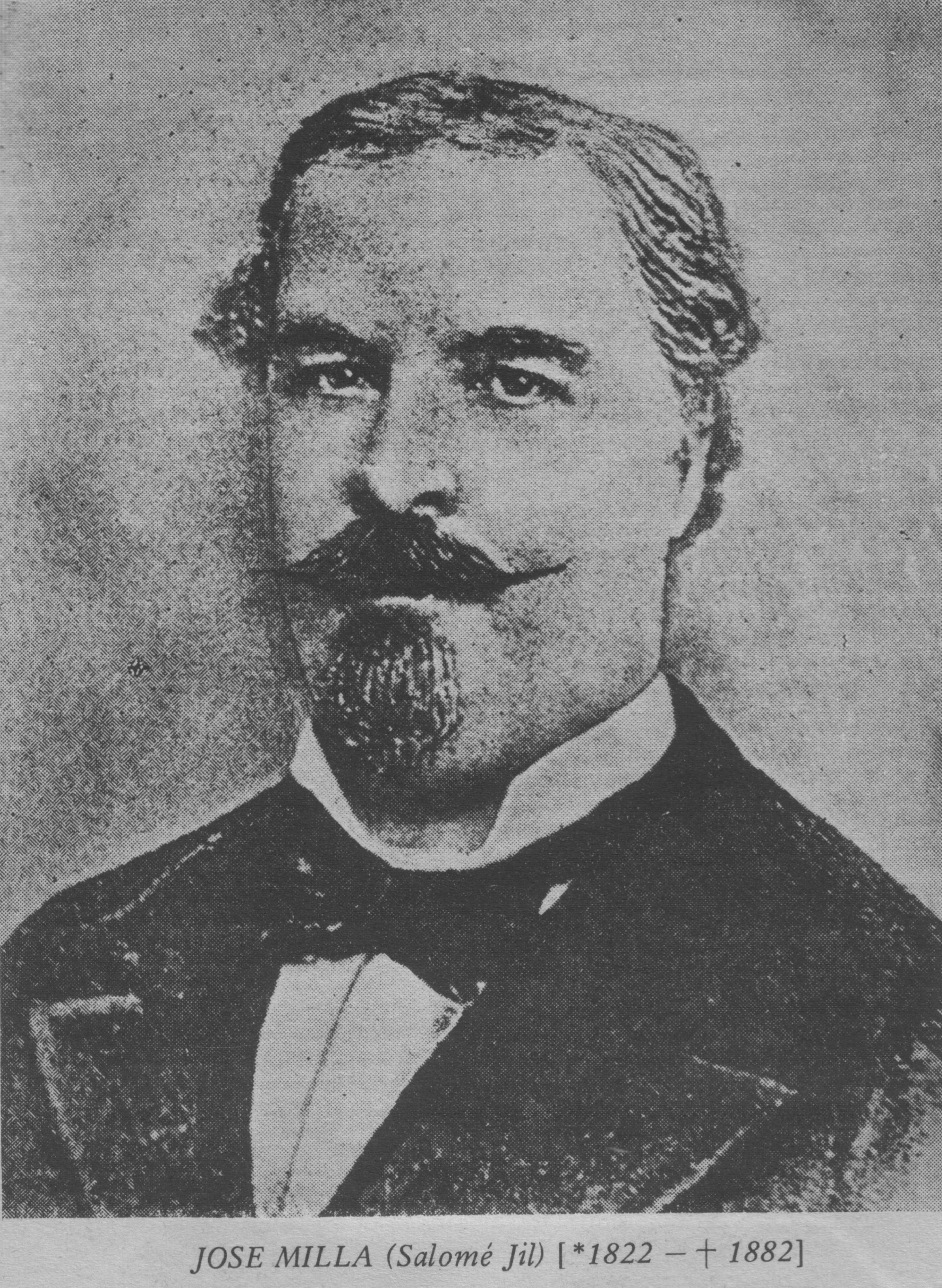
José Milla y Vidaurre, uno de los fundadores del periódico.

Una sociedad por acciones de capital inicial de veinticinco mil pesos fundó el Diario de Centro América en 1880, durante el gobierno liberal del general Justo Rufino Barrios, quien tenía como meta principal conseguir la Unión Centroamericana.  La mayor parte del capital fue aportado por Marco J. Kelly, ciudadano inglés y funcionario de la empresa de ferrocarriles, mientras que los periodistas originales fueron José Milla y Vidaurre, Eugenio Dubassassay, Franciso E. Galindo, Julio Rossignon y José Esteban Sánchez.  El primer ejemplar circuló el 2 de agosto de 1880. El nombre de Centro América surgió del deseo de dar a conocer las noticias de los acontecimientos importantes en los Estados de Centroamérica.
En los primeros años se publicaron muchas de las obras de José Milla y Vidaurre, pero con la muerte del escritor en 1882 se produjo la primera crisis del rotativo:  la oración fúnebre que pronunció Francisco G. Galindo -uno de los directores del Diario- durante el seperio molestó a ciertos personajes influyentes de la vida política de Guatemala.  Esto forzó a que el periódico fuera vendido al español Gregorio Carrión Martínez de la Rosa, quien llevó el periódico a un prematuro declive.  A pesar de los intentos del licenciado Francisco Lainfiesta de recuperar a la institución, ésta tuvo que dejar de circular por unos meses cuando tanto Lainfiesta como su amigo, el licenciado Lorenzo Montúfar marchaban al exilio tras oponerse abiertamente a los tratados por los cuales el gobierno de Barrios cedía los territorios guatemaltecos de Chiapas y Soconusco a México.
Al reaparecer, el periódico fue impreso en la Tipografía La Unión, y en 1895 la dirección pasó al periodista Alberto Beteta, y ya no estuvo a cargo de un cuerpo de directores.

## Gobierno de Manuel Estrada Cabrera
En 1900, dos años después de haber tomado posesión como presidente, el licenciado Manuel Estrada Cabrera compró al periódico y a la Tipografía La Unión, con lo que la publicación pasó a ser semioficial. En esa época era director del periódico el periodista Víctor Miguel Díaz -conocido como «El viejo Reporter» por ser el autor de numerosos artículos para los principales periódicos y revistas de Guatemala- y quien por su profundo sentimiento religioso escribió notas de expectación y crónica de las procesiones de Semana Santa; en estos artículos aparecen datos históricos de las esculturas y las procesiones de Pasión, así como los estrenos de parafernalia que se iban a presentar en las procesiones de esos años.

### Atentado de «La bomba»
El 29 de abril de 1907, el presidente Manuel Estrada Cabrera viajaba en su coche en compañía de su hijo Joaquín, de 13 años, y de su jefe del Estado Mayor, general José María Orellana. A las diez de la mañana el carruaje pasó por la esquina de la 7. a avenida sur, entre 16 y 17 calles, de la Ciudad de Guatemala, cuando explotó la bomba. Sin embargo, por un error de cálculo, Estrada Cabrera y sus acompañantes salieron ilesos. Solamente el cochero y uno de los caballos fallecieron. Pocos días después, la Asamblea emitió el Decreto 737, que prohibía la importación y el uso de explosivos y máquinas destinadas a hacerlos estallar si el pedido de estos no fue autorizado previamente por los ministerios de Fomento y Guerra.
Por fin, luego de días de incertidumbre, Rufina Roca de Monzón les proporcionó refugio en el segundo piso de su casa, en el número 29 del callejón del Judío de la ciudad de Guatemala, pero un espía los delató, de tal suerte que a las tres de la mañana del 20 de mayo la casa fue rodeada por un fuerte destacamento de soldados. La tropa derribó a culatazos la puerta de la casa e intentó subir por las escaleras al segundo piso. En ese momento se inició el intercambio de fuego. Hacia las seis de la mañana los conspiradores se encontraban agotados y sin cartuchos. Entonces decidieron cumplir su pacto y morir antes de ser atrapados por el Gobierno: se formaron en línea y se suicidaron dándose cada uno un disparo en la sien. El diario oficial, Diario de Centro América, llegó incluso a publicar el informe de la detallada autopsia hecha a los autores del malogrado magnicidio.
Al mismo tiempo que los perpetradores del atentado intentaban huir, se producían muestras de adhesión al presidente, provenientes de todos los clubes liberales del país y de cuanta entidad gubernamental existía. Estas fueron publicadas en las primeras planas de los periódicos oficiales El Guatemalteco y Diario de Centro América. Fue tal la cantidad de estos manifiestos que no terminaron de publicarse sino hasta finales de junio de 1907, aunque fueron enviados el mismo día del atentado.

### Los terremotos de 1917-18

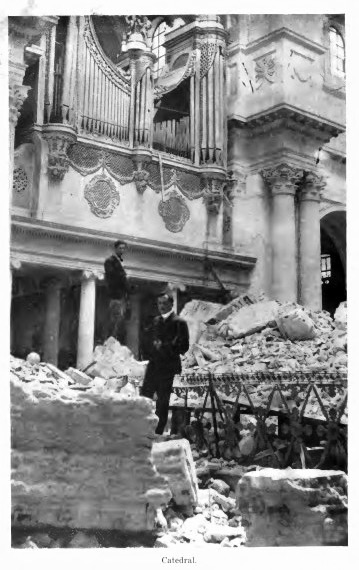
Efectos del terremoto de 1917-18 en Guatemala.

Puede afirmarse que el inicio del declive de la presidencia de Estrada Cabrera comenzó con los terremotos que se iniciaron el 17 de noviembre de 1917 y arruinaron algunas poblaciones alrededor de Amatitlán. El 25 y el 29 de diciembre de ese mismo año, y el 3 y el 24 del siguiente, se repitieron los temblores en la república, pero con mucha mayor fuerza, de modo que destruyeron numerosos edificios públicos y casas particulares en la ciudad de Guatemala y en la Antigua Guatemala. Entre los edificios destruidos destacaban numerosas estructuras que habían sido construidas en los gobiernos de Reyna Barrios (pabellón de la Exposición Centroamericana, palacio del bulevar 30 de Junio) y de Estrada Cabrera (asilo para damas Doña Joaquina). Por esta razón, mucha de la obra física de ambos presidentes ha sido olvidada por generaciones posteriores.
En el Diario de Centro América, después de publicar dos ediciones diarias reportando los desastres, se pasó a hacer crítica al Gobierno por la lenta e ineficiente respuesta al desastre. En uno de los artículos de opinión de este periódico oficial se llegó a decir que las imágenes religiosas de algunos templos católicos de la ciudad se habían salvado porque, al momento del primer terremoto, «ya no quisieron seguir en una ciudad en donde imperaba el lujo excesivo, la impunidad y el terror». Por otra parte, se dijo que existían leyes «excelentes» para la reconstrucción, las cuales, sin embargo, «no se cumplen». También se dijo que estaba ocurriendo un fenómeno que se daba siempre en casos de cataclismos como estos: «se emiten leyes y reglamentos a diario, pero lo que se necesita es de su correcta ejecución diaria, y no de tantos reglamentos». Además, se publicó en primera plana, tres meses después de los terremotos, que «todavía hay escombros por toda la ciudad».
El propio Diario de Centro América era editado entre escombros, pese a lo cual logró tirajes de ejemplares de media hoja, a veces hasta dos al día, durante la crisis.
En El Guatemalteco, diario oficial del Gobierno, quedó huella del desastre: desde el número correspondiente al 22 de diciembre se interrumpió la publicación y no se reanudó sino hasta el 21 de enero de 1918, pero en un formato mucho más pequeño.

### Derrocamiento de Estrada Cabrera
En abril de 1920, durante la Semana Trágica que concluyó con la rendición y arresto del presidente Estrada Cabrera, una turba se presentó ante la sede del diario pidiendo que fuera asaltado y saqueado.  La pronta intervención del coronel Pedro Milla —hijo del fundador del diario, José Milla y Vidaurre— logró evitar el desastre.

## Gobierno del general Jorge Ubico
Tras la caída de Estrada Cabrera, el periódico volvió a ser independiente y fue dirigido por el periodista Federico Hernández de León, quien había estado encerrado en la Penitenciaría Central de Guatemala durante los últimos años del régimen cabrerista.
El periódico se mantuvo en esas condiciones hasta que el 20 de marzo de 1931, el recién electo presidente general Jorge Ubico lo fusionó con el periódico oficial El Guatemalteco, quedando encargado de publicar las leyes, reglamentos, circulares y demás disposiciones gubernativas.  Se inició así la etapa del periódico como órgano oficial del gobierno de Guatemala.
La publicación cumbre de Víctor Miguel Díaz -quien fuera director del Diario de Centro América- es la llamada Bellas Artes de Guatemala, que se publicó en 1934 como un folletín del Diario de Centro América; especializada en Historiografía del arte guatemalteco, y contiene numerosas ilustraciones, aunque no siempre con los datos más exactos. El hecho de haberlo llamado un «folletín» le permitió incluir capítulos de otras obras dentro de su exposición a manera de una pequeña antología adjunta de autores de arte; así, en el folletín se encuentran diversas opiniones de intelectuales de la época acerca del desarrollo del arte en Guatemala tomadas de sus obras, las cuales son alternadas con otros estudios del mismo Díaz.  El folletín fue extraído de notas culturales del Diario de Centro América con el fin de entrener a los lectores, y nunca fue su intención ser una obra dirigida a los intelectuales de la historiografía.

## Después de la Revolución de 1944
El 23 de enero de 1950, durante el gobierno del coronel Jacobo Arbenz Guzmán se ordenó restablecer el periódico El Guatemalteco como el órgano oficial de la República y se ordenó que el Diario de Centro América -que funcionaba bajo una misma dirección con El Guatemalteco publicara las declaraciones que el gobierno presentara con respecto a sus actos políticos y administrativos.
El 17 de febrero de 1972, durante el gobierno de general Carlos Arana Osorio el periódico dependía administrativamente del Ministerio de Gobernación, y el contenido estaba a cargo de la Secretaría de Relaciones Públicas de la Presidencia.  En esa fecha se suspendió definitivamente el diario El Guatemalteco que quedó fusionado con el Diario de Centro América y se dispuso que fuera editado en los talleres de la Tipografía Nacional.